# Jean de Nostredame
Jean de Nostredame (deutsch auch: Johann Nostradamus; * 1507 in Saint-Rémy-de-Provence; † 1577 in Aix-en-Provence) war ein französischer Historiker und Okzitanist.

## Leben und Werk
Jean de Nostredame, Sohn eines Notars aus niederem Adel, wuchs in der Provence als jüngerer Bruder des berühmten Astrologen Michel de Nostredame, bekannt als Nostradamus, auf. Er wurde Staatsanwalt am Parlement von Aix-en-Provence und widmete sich historischen und literarhistorischen Studien zur Provence. 1575 veröffentlichte er unter dem Titel Les vies des plus célèbres et anciens poètes provençaux die erste Literaturgeschichte der altprovenzalischen Literatur. Seine Vorarbeiten zur Geschichte der Provence wurden von seinem Neffen, César de Nostredame (1553–1629), zur ersten Gesamtdarstellung genutzt, die 1614 unter dem Titel L’histoire et chronique de Provence in Lyon erschien. Darin war auch die Information der Literaturgeschichte eingearbeitet. Diese gilt seit Friedrich Diez als von „geringem Wert“, war aber dennoch „zweihundert Jahre lang die Hauptquelle der provenzalischen Literaturgeschichte“.

## Werke (Auswahl)
- Les Vies des plus celebres et anciens poetes provensaux qui ont floury du temps des Comtes de Provence, recueillies des oeuvres de divers Autheurs qui les ont escrites en langue provensale et mises en langue francoyse par Jehan de nostre Dame. Lyon 1575. Olms, Hildesheim 1971.
  - (neuere Ausgaben) Les vies des plus célèbres et anciens poètes provençaux. Hrsg. Camille Chabaneau. Champion, Paris 1913.  Slatkine, Genf 1970. (Einleitung von Joseph Anglade, 176 Seiten + 75 Seiten Anmerkungen + Konkordanz von Geschichte und Literaturgeschichte)
  - (italienisch von Giovanni Giudici) Le Vite delli più celebri et antichi primi poeti provenzali Raccolte dall' opere de diversi excellenti scrittori in lingua francese da Gio. di Nostra Dama poste, e hora da Gio. Giudici in Italiana tradotte. Lyon 1575.
  - (italienisch von Giovanni Mario Crescimbeni) Dell’historia della volgar poesia. Bd. 2. Rom 1710. Venedig 1730.